# Silnik bezżłobkowy

Schemat silnika bezżłobkowego:
1 - stojan
2 - szczelina wirnik-stojan
3 - uzwojenie
4 - łożyska
5 - wirnik bezżłobkowy

Silnik bezżłobkowy – silnik prądu stałego z wirnikiem bezżłobkowym. Stosowany m.in. w robotyce.